# Tarnowo (powiat stargardzki)
Tarnowo – wieś w Polsce położona w województwie zachodniopomorskim, w powiecie stargardzkim, w gminie Suchań, położona na północny wschód od Suchania (siedziby gminy) i na wschód od Stargardu (siedziby powiatu). We wsi znajduje się przystanek kolejowy linii kolejowej nr 403, Tarnowo Pomorskie.
W latach 1975–1998 miejscowość należała administracyjnie do województwa szczecińskiego.